# Comuna de Grodzisk Wielkopolski
Grodzisk Wielkopolski (polaco: Gmina Grodzisk Wielkopolski) é uma gminy (comuna) na Polónia, na voivodia de Grande Polónia e no condado de Grodziski. A sede do condado é a cidade de Grodzisk Wielkopolski.
De acordo com os censos de 2004, a comuna tem 18 560 habitantes, com uma densidade 138 hab/km².

## Área
Estende-se por uma área de 134,49 km², incluindo:
- área agricola: 59%
- área florestal: 31%

## Demografia
Dados de 30 de Junho 2004:
|                      | Total   | Total | Mulheres | Mulheres | Homens  | Homens |
| -------------------- | ------- | ----- | -------- | -------- | ------- | ------ |
|                      | pessoas | %     | pessoas  | %        | pessoas | %      |
| População            | 18 560  | 100   | 9375     | 50,5     | 9185    | 49,5   |
| Densidade (pop./km²) | 138     | 100   | 69,7     | 69,7     | 68,3    | 68,3   |

De acordo com dados de 2002, o rendimento médio per capita ascendia a 1271,58 zł.

## Subdivisões
- Albertowsko, Biała Wieś, Borzysław, Chrustowo, Czarna Wieś, Grąblewo, Kąkolewo, Kobylniki, Kurowo, Lasówki, Ptaszkowo, Rojewo, Słocin, Snowidowo, Sworzyce, Woźniki, Zdrój.

## Comunas vizinhas
- Granowo, Kamieniec, Nowy Tomyśl, Opalenica, Rakoniewice